# Streitkräfte Indonesiens
Tentara Nasional Indonesia (TNI; ehemals Angkatan Bersenjata Republik Indonesia, ABRI) sind die Streitkräfte der Republik Indonesien mit Hauptquartier in Jakarta. Derzeitiger Oberbefehlshaber ist der General Agus Subiyanto.

## Geschichte
Die indonesische Armee wurde am 5. Oktober 1945 von Präsident Sukarno als People's Security Army gegründet. Sie bezog ihre militärische Tradition aus dem langen Konflikt mit den holländischen Kolonialherren und der militärischen Kultur Japans, die infolge der langen Besatzungszeit während des Zweiten Weltkriegs nach Indonesien eindrang. Der erste Kommandeur der indonesischen Armee war ein früherer Angehöriger der niederländischen Kolonialarmee. Sein Kommando wurde bald herausgefordert von Offizieren, die ihre militärische Ausbildung in japanischen paramilitärischen Organisationen, wie der Peta, erhalten hatten. Mitte November wurde das Kommando Sudirman übertragen, einem der Bataillonskommandeure der Peta, der ebenfalls eine führende Rolle in der Guerillabewegung gegen die niederländische Besatzung übernahm. Als im Dezember 1948 die Niederlande Yogyakarta besetzten, kapitulierte die Zivilregierung unter Sukarno, während die Armee sich auf weitreichende Guerillatätigkeit verlegte. Aus dieser Zeit stammt der Eindruck, dass die Politik eine zu ernsthafte Angelegenheit sei, als dass man sie ausschließlich Politikern überlassen könne. Die Unabhängigkeit wurde dann als ein Werk hauptsächlich der Streitkräfte angesehen und nicht so sehr den diplomatischen Manövern gutgeschrieben.
Am 20. Juli 1950, sieben Monate nach der Unabhängigkeit Indonesiens, befahl der Chef des Generalstabs, Abdul Haris Nasution, die Aufteilung in sieben, jeweils unter eigenem Kommando stehende, militärische Bezirke („Territorium dan Tentara“, T & T). Zwei befanden sich auf Sumatra, drei auf Java, einer umfasste Kalimantan und ein weiterer für den restlichen östlichen Teil des Landes.
| Kommando  | Name            | Gebiet                                                           | Hauptquartier |
| --------- | --------------- | ---------------------------------------------------------------- | ------------- |
| T & T I   | „Bukit Barisan“ | Aceh, Nord- und Westsumatra, Riau                                | Medan         |
| T & T II  | „Sriwijaya“     | Südsumatra                                                       | Palembang     |
| T & T III | „Siliwangi“     | Westjava                                                         | Bandung       |
| T & T IV  | „Diponegoro“    | Zentraljava                                                      | Semarang      |
| T & T V   | „Brawijaya“     | Ostjava                                                          | Malang        |
| T & T VI  | „Tanjungpura“   | Kalimantan                                                       | Banjarmasin   |
| T & T VII | „Wirabuana“     | östliches Indonesien (Sulawesi, Molukken und Kleine Sundainseln) | Makassar      |

Diese Militärbezirke waren unverhältnismäßig groß und hatten weder einen historischen oder natürlichen Hintergrund, noch hatten sie einen Bezug auf die militärischen Gebiete während der Revolution. Zwischen 1955 und 1962 begannen daher weitgehende Umstrukturierungen, die in 17 regionalen Militärkommandos (Komando Daerah Militer, KDM später „Kodam“) mündeten. (1974 wurde Kodam XI (Zentralkalimantan) aufgelöst.) Die Gründe dieser Neuordnung waren meist Reaktionen auf lokale Krisen Mitte der 1950er und das Bestreben des Hauptkommandos seinen Einfluss auf die regionalen Bezirkskommandanten zu erhöhen.
Im Dezember 1957 begannen erste Aktionen einzelner Offiziere, die im Jahr darauf zur PRRI/Permesta-Rebellion gegen die Zentralregierung führten. Das „Banteng Konzil“ kam in Westsumatra am 22. Dezember an die Macht und zwei Tage später formte Col. Simbolon eine Militärjunta, um Westsumatra zu kontrollieren. Sein Chief of Staff, Col. Djamin Gintings, der die Unterstützung des Hauptkommandos hatte, verdrängte ihn jedoch drei Tage später, am 27. Dezember, konnte sich jedoch nicht als sein Nachfolger durchsetzen. Innerhalb von drei Monaten wurde T & T I „Bukit Barisan“ in drei voneinander unabhängige militärische Bezirke gespalten, jedes mit einem eigenen Kommandeur:
- Lt. Col. Ahmad Husein führte das „Banteng Konzil“ in West- und Zentralsumatra an
- Major Sjamaun Gaharu etablierte ein Kodam in Aceh
- Col. Djamin Gintings war Kommandeur des restlichen T & T in Nordsumatra

Die autonomen Gebiete in Zentralsumatra und Aceh wurden von der Zentralregierung am 31. März widerwillig anerkannt. Als im Jahr darauf eine Rebellion im größeren Rahmen ausbrach, veranlasste das Zentralkommando am 12. Februar 1958 per Dekret das Einfrieren des Kommandos in Zentralsumatra und sandte Truppen aus, um das „Banteng Konzil“ aufzulösen. Dies endete mit dem Entstehen des 17. Militärkommandos im März 1958, welches im April 1959 in das Kodam III Augustus umgewandelt wurde. Kurz darauf wurde das T & T I „Bukit Barisan“ in Aceh, Nord- und Westsumatra offiziell als „Kodam I“, „Kodam II“ und „Kodam III“ aufgeteilt.
Am 24. Oktober 1959 wurde T & T III „Siliwangi“ in Kodam V – Großjakarta – und Kodam VI – Westjava – aufgeteilt. T & T VI „Tanjungpura“ auf Kalimantan wurde in 4 verschiedene Kodam aufgeteilt, wovon man Kodam XI 1974 wieder aufgab. Der östliche Bereich wurde in fünf Wehrbereiche aufgespalten, zwei auf Sulawesi (Nordsulawesi Kodam XIII, Zentral- und Südsulawesi Kodam XIV), einen für die Molukken (Kodam XV), einen für Westneuguinea (Kodam XVII) und für die Kleinen Sundainseln mit Hauptquartier in Denpasar auf Bali (Kodam IX).
Während der 1950er bildete sich infolge der politischen und wirtschaftlichen Krisen des Landes der Gedanke des „mittleren Weges“ aus, wie er vom seinerzeitigen Chef des Generalstabs, Abdul Haris Nasution, formuliert wurde. Dies führte dann zur so genannten „gelenkten Demokratie“ (Guided Democracy), allerdings wurde das Militär ein ums andere Mal von den manipulativen Fähigkeiten Sukarnos ausgespielt. Dies beendete der Militärputsch unter Suharto.
Im Dezember 1966 kam es zu Zusammenstößen zwischen indonesischen und portugiesischen Streitkräften. Die Indonesier brannten im zur Kolonie Portugiesisch-Timor gehörenden Oe-Cusse Ambeno einige Dörfer nieder und beschossen das portugiesische Territorium mit Mörsern. Nur die schnelle Reaktion der portugiesischen Armee scheint die indonesischen Truppen von weiteren Attacken abgehalten zu haben.
Die indonesische Armee sieht sich für ihre Beteiligung an der Ermordung von 500.000 bis weit über eine Million Menschen, vorwiegend Intellektuellen, (vermeintlichen) Kommunisten, regierungskritischen Studenten und Teilen der chinesischen Bevölkerung, bei dem Massaker in Indonesien 1965–1966 und während der Besetzung Osttimors (1975–1999), in der knapp 200.000 Timoresen starben, mit schweren Vorwürfen konfrontiert. Die Verbrechen der indonesischen Streitkräfte während des Suharto-Regimes sind bis heute juristisch ungeklärt und gesellschaftlich nahezu unaufgearbeitet.
An März 1983 begannen neue Umstrukturierungen in größerem Umfang. Die Ämter des Verteidigungsministers und des obersten Befehlshabers der Streitkräfte wurden getrennt.
Das Recht der Armee auf Einmischung in die Politik ist seit 1982 in der Verfassung festgeschrieben. Nachdem man vorher 100 Sitze des 500 Sitze umfassenden Parlaments für Militärangehörige reserviert hatte, wurde dies 1995 auf 75 Sitze reduziert. Spannungen zwischen Suharto und der Militärführung mögen dazu ebenso den Ausschlag gegeben haben wie Indonesiens erstarkte Demokratie. Die Spannungen zwischen Suharto und den Militärs waren darauf zurückzuführen, dass er und seine Familie bedeutende finanzielle Aktivitäten in Indonesien unternahmen und er damit zu einem der reichsten Männer des Landes wurde. Sichtbar wurde dies 1990, als Suharto die Bildung der Association of Indonesian Muslim Intellectuals (ICMI) unterstützte, einer Organisation, die den Militärs kritisch gegenüberstand. Die Hauptsorge der Militärs war jedoch die Nachfolge Suhartos. Hierzu installierte man im März 1993 den Vizepräsidenten Try Sutrisno, einen Armeekommandeur und General.

### Kolakops
Kolakops waren exekutive, operationale Kommandos, die als Exekutivinstitution für Sicherheit auf dem Feld eingesetzt wurden. Kolakops waren direkt dem Kommandanten der Nationalen Indonesischen Streitkräfte unterstellt. Sie wurden in Bürgerkriegsgebieten wie zum Beispiel Aceh und Osttimor eingesetzt. 1993 wurden die Kolakops-Sondereinheiten in Osttimor aufgelöst, als das Gebiet seinen Status als Sonderzone verlor.

## Organisation

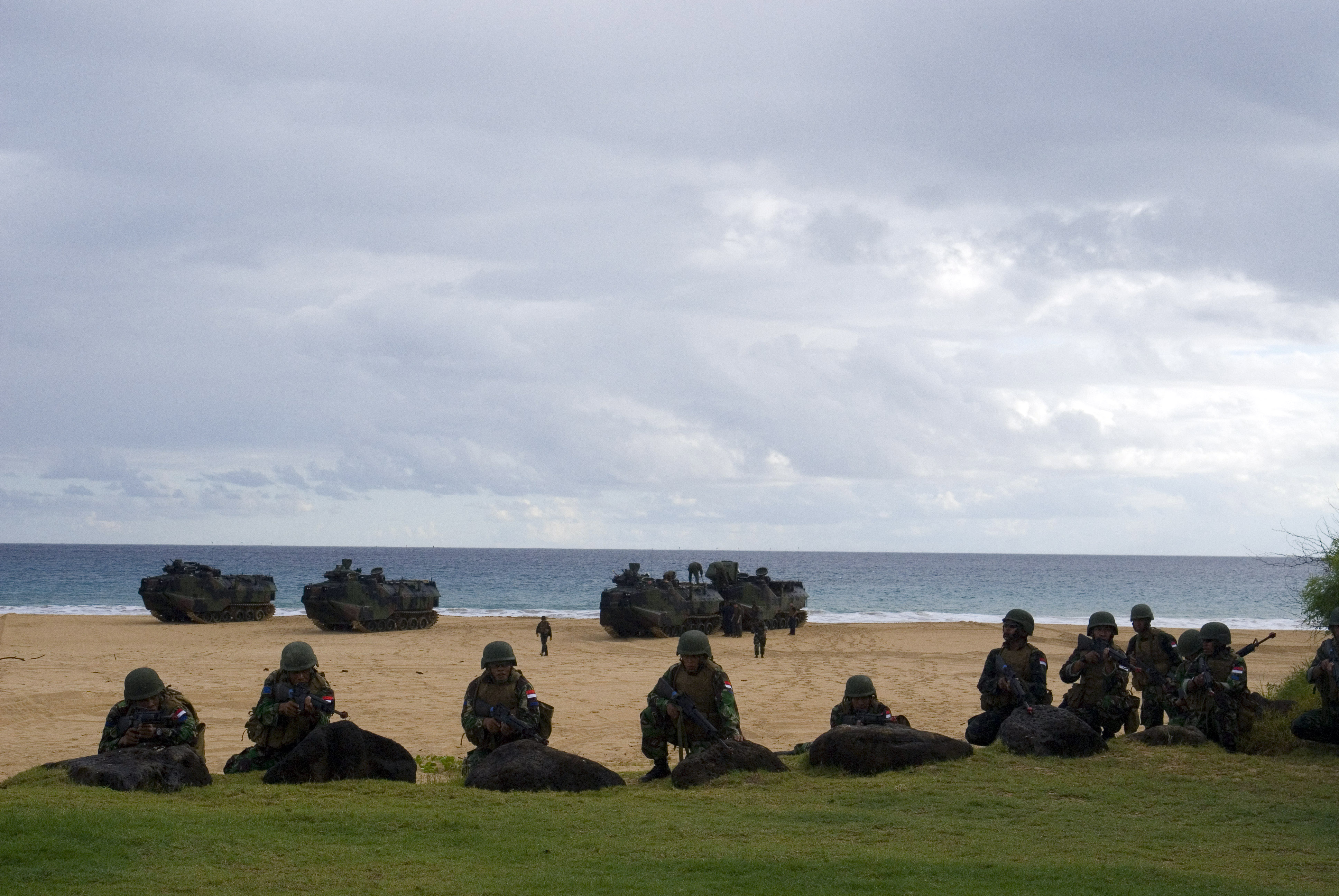
Indonesische Marineinfanteristen während einer Übung auf Hawaii, USA

Die indonesischen Streitkräfte bestehen aus den Heeresstreitkräften TNI AD, die die Teilstreitkraft bilden, der Marine TNI AL und der Luftwaffe TNI AU. Paramilitärische Einheiten, wie zum Beispiel die Zivilverteidigung HANSIP gehören offiziell nicht zu den Streitkräften.
Die Teilstreitkräfte setzen sich zusammen aus:
- Tentara Nasional Indonesia Angkatan Darat (Darat, zu deutsch Land)
- Tentara Nasional Indonesia Angkatan Laut (Laut, zu deutsch Meer)
- Tentara Nasional Indonesia Angkatan Udara (Udara, zu deutsch Luft)

Der Oberbefehlshaber ist der Panglima TNI (vormals Pangab), dem der staatliche Nachrichtendienst Bakin (Badan Koordinasi Intelijen Negara) zuarbeitet. Die Stelle eines Stellvertreters war der Wapang TNI, bestand aber nur von Juli 1999 bis September 2000.

### Heer
Die Struktur des Heeres setzt sich zusammen aus den Führungsstab Mabes TNI, einem Generalstab mit dem Kasum TNI als Führungsperson, dem der Armeegeheimdienst BAIS (Badan Intelijen Strategis, vormals BIA) unterstellt ist, und einem Territorialstab zusammen. Dem Chef des Territorialstabes, Kaster TNI, ist die Position des Chefs des sozio-politischen Stabes Kassopol gleichgesetzt.
Auf der Ebene der Teilstreitkräfte gibt es bei dem Heer den Chef des Heeresstabes, Kasad oder KSAD, mit seinem Stellvertreter dem Wakasad. Darunter gliedern sich die Hauptkommandos Kotama an, welche in territorial gebundene und mobile Heereskommandos eingeteilt werden.
Bei dem mobilen Verbänden nimmt das strategische Heereskommando Kostrad mit seinem Chef, dem Pangkostrad (oder Panglima Kostrad), die momentan wichtigere Stellung ein. Kostrad ist in zwei Infanteriedivisionen (Divif 1 und 2) unterteilt, mit einer Gesamttruppenstärke von 25.000 Mann. Weiterhin ist die 6000 Mann umfassende Spezialeinheit Kopassus, welche in fünf Gruppen unterteilt ist, ein wichtiger Faktor.
Die territorial gebundenen Truppen des Heeres sind in momentan zwölf verschiedene Militärbereichskommandos (oder auch Wehrbezirke) unterteilt, die als Kodam bezeichnet werden mit dem Panglima Daerah Militer, kurz Pangdam, an der Spitze. Diese sind in Korems unterteilt, welche wiederum in kleinere Kodims und noch kleinere Koramils unterteilt werden. Ein Kodim entspricht der zivilen Einheit eines Kabupaten, während der nächstgrößere Bereich eines Korems dem historischen Gebiet einer Residenz (Kaesidenan) entspricht, welcher jedoch schon lange aufgegeben wurde. Ein Kodam entspricht meist einer Gruppe mehrerer Provinzen.
Über ihre gemeinsame Zeit an der Militärakademie Akademi Tentara Nasional Indonesia (Akademi TNI, bis 1999 Akademi Angkatan Bersenjata Republik Indonesia Akabri) ergeben sich wichtige Verbindungen und Netzwerke zwischen den Offizieren der Armee.
Höhere Dienstgrade:
| Sterne | Bezeichnung       | Abkürzung | Übersetzung     |
| ------ | ----------------- | --------- | --------------- |
| *      | Brigadir Jenderal | „Brigen“  | Brigadegeneral  |
| **     | Mayor Jenderal    | „Mayjen“  | Generalmajor    |
| ***    | Letnan Jenderal   | „Letjen“  | Generalleutnant |
| ****   | Jenderal          |           | General         |

Die Streitkräfte wurden seit ihrem Bestehen mehrere Male umstrukturiert, das letzte Mal 1999 nach dem Sturz des langjährigen Machthabers Suharto. Lange Zeit gehörten auch die Polizeieinheiten POLRI zu den Streitkräften. Im April 1999 begann der Prozess der Ausgliederung der Landespolizei, welcher im Juli 2000 formell abgeschlossen wurde.

### Zivile Unterstützung
In Osttimor griff die Armee während der Besatzung in verschiedener Form auf zivile Kräfte zurück:
- Hansip (Zivilverteidigung): zivile Sicherheitskräfte, die bewaffnet wurden und einen Sold erhielten[8]
- Ratih (Rakyat Terlatih: „ausgebildete Personen“): zivile Sicherheitskräfte, die im Gegensatz zur Hansip weder Bewaffnung noch regelmäßige Zahlungen erhielten.[8]
- TBO (Tenaga Bantuan Operasi: Operationsassistenzkräfte): TBOs mussten die Truppen an die Frontlinien begleiten und Munition und Ausrüstung tragen. Zeitweise dienten sie auch als Späher und Führer, manchmal auch als Spione in den von der FALINTIL gehaltenen Zonen.[9]
- Wanra (perlawanan rakyat: Volkswiderstand): Milizen, die von der Armee finanziert, ausgerüstet und ausgebildet wurden.

## Ausrüstung
Durch Kooperation mit indonesischen Herstellern militärischer Ausrüstung, wie Pindad und Hoverindo Nusa Persada, ist das Militär in der Lage, ein weites Spektrum an Gütern selbst herzustellen, wie z. B. Maschinengewehre, bewaffnete Transporter, Aufklärungsflugzeuge, Hubschrauberträger, Korvetten, U-Boote und selbst Hovercrafts sind gegenwärtig in der Entwicklungsphase.

### Marine

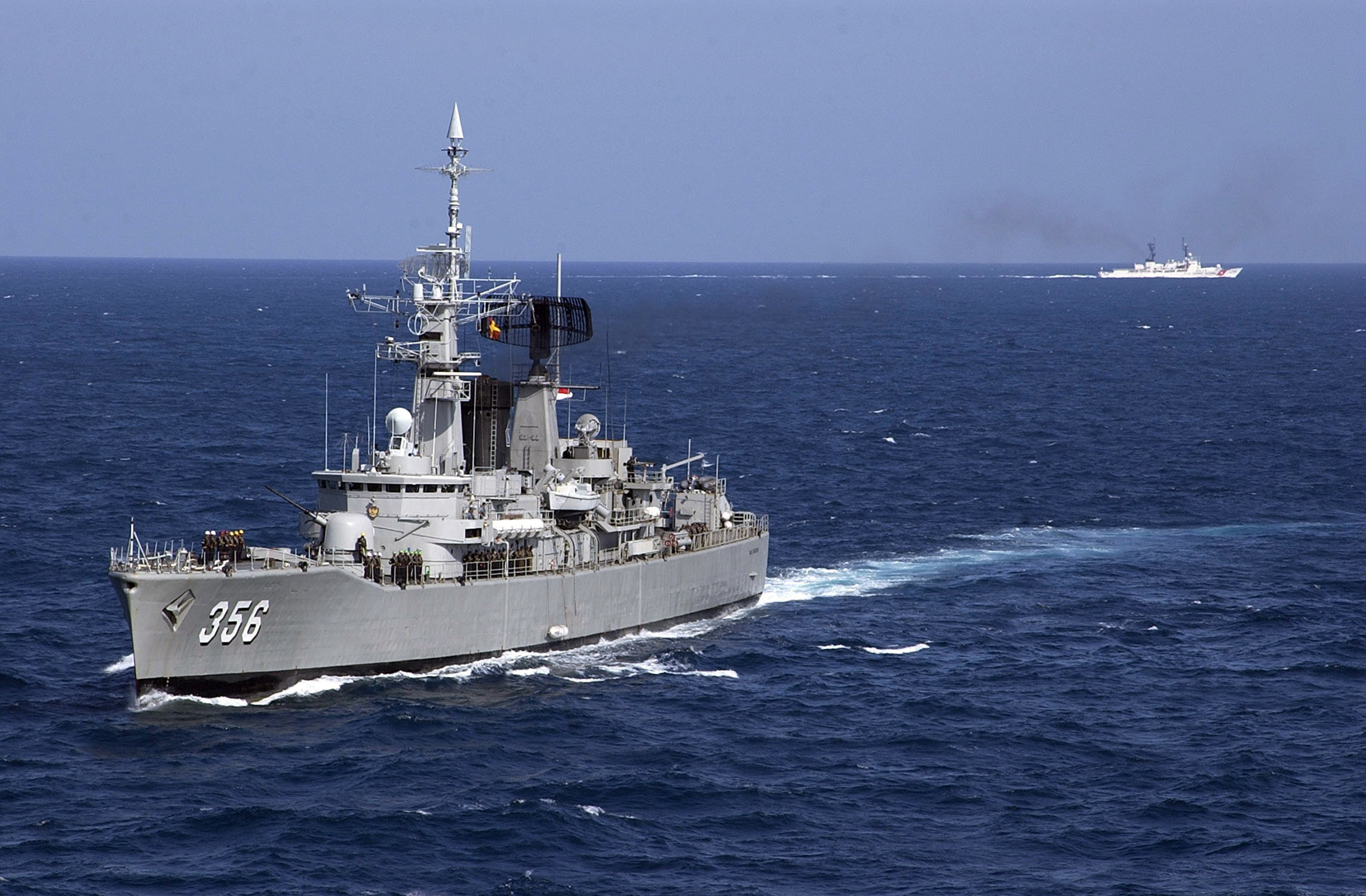
Die indonesische Fregatte KRI Karel Satsuit Tubin (KST 356)

Die indonesische Marine erwarb von Deutschland in den neunziger Jahren eine Reihe von Schiffen aus den Beständen der Volksmarine der DDR, darunter 16 Korvetten des Projekts 133.1, 9 Minensucher der Kondor-Klasse und 14 Schiffe der Hoyerswerda-Klasse.
Größere Schiffe der Marine sind zudem 6 Fregatten der Ahmad-Yani-Klasse, 3 Korvetten der Bung-Tomo-Klasse sowie 4 Korvetten der Diponegoro-Klasse und 3 der Fatahillah-Klasse. 2 PPA der Brawijaya-Klasse aus italienischer Produktion sind ebenfalls im Zulauf. 4 Amphibious Transport Docks sind ab 2007 im Zulauf. Die Marine verfügt zudem über eine Vielzahl von Schnellbooten und Versorgungsschiffen. Zwei U-Boote der Cakra-Klasse sind im Einsatz, 3 weitere U-Boote sind in Bau. Indonesien plant den Kauf von bis zu vier Fregatten der japanischen Mogami-Klasse.
Die Marineinfanterie Korps Marinir (KorMar) verfügt über 70 Leichte Panzer des Typs PT-76, weiterhin Schützenpanzer der Typen AMX-10P, BVP-2 und BMP-3 sowie Mannschaftstransporter der Typen BTR-50 und BTR-80.

#### Luftfahrzeuge
| Typ                 | Herkunft                          | Funktion                                    | Version | Aktiv | Bestellt | Anmerkungen             |
| ------------------- | --------------------------------- | ------------------------------------------- | ------- | ----- | -------- | ----------------------- |
| CASA C-212 Aviocar  | Spanien                           | Seefernaufklärer Transportflugzeug          |         | 6 8   |          |                         |
| CASA CN-235         | Spanien Indonesien                | Seefernaufklärer                            |         | 5     |          | 3 weitere sind geplant. |
| Beechcraft Baron    | Vereinigte Staaten                | Transportflugzeug                           |         | 1     |          |                         |
| Eurocopter Dauphin  | Frankreich                        | Mehrzweckhubschrauber                       | AS565   | 11    |          |                         |
| Bell 412            | Vereinigte Staaten                | Mehrzweckhubschrauber                       |         | 3     |          |                         |
| Bölkow Bo 105       | Deutschland                       | Mehrzweckhubschrauber                       |         | 8     |          |                         |
| H120 Colibri        | Deutschland Frankreich            | Mehrzweckhubschrauber Schulungshubschrauber |         | 3 2   |          |                         |
| Aérospatiale AS 332 | Frankreich Vereinigtes Königreich | Transporthubschrauber                       | H215M   | 1     |          |                         |

### Luftwaffe
Im Jahr 2005 hatte die indonesische Luftwaffe eine logistische Krise zu bewältigen, als die Lieferung von Ersatzteilen für die F-16-Kampfflugzeuge und die A-4-Skyhawks, die etwa 80 % der Flotte ausmachten, vonseiten der USA gestoppt wurde. Dies erfolgte aufgrund eines Embargos wegen der Menschenrechtsverletzungen der indonesischen Armee in Osttimor. Das Embargo führte dazu, dass die meisten Flugzeuge am Boden bleiben mussten. Das Embargo wurde zwischenzeitlich wegen der Tsunami-Katastrophe in Aceh ausgesetzt. Ersatzteile für nicht-tödliche Aufgaben und Fahrzeuge für humanitären Einsatz können damit geliefert werden. Am 22. November 2005 gaben die USA bekannt, dass sie die militärischen Verbindungen zu Indonesien wieder aufnehmen würden; damit war der sechsjährige Bann für den Verkauf von Militärgütern beendet.

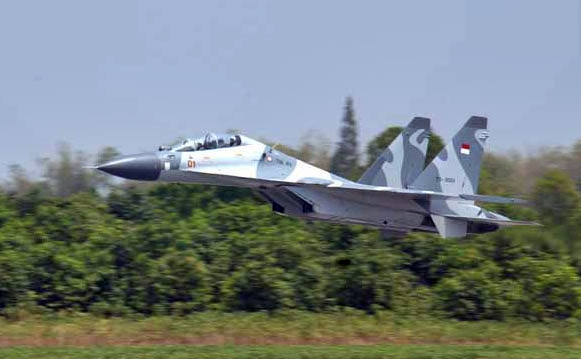
Indonesisches Suchoi Su-30 Kampfflugzeug

Als Antwort auf das Embargo kaufte die indonesische Luftwaffe zwei Suchoi Su-27 und zwei Suchoi Su-30. Zusammen mit diesen Kampfjets kamen auch AA-10 Alamo Luft-Luft-Raketen. Es wurden weitere 44 Su-27/30 bestellt, wovon 2015 2 Su-27SK, 3 SU-27SKM, 2 SU-30MK und 9 SU-30 MK2 im Einsatz sind. Die 15 amerikanischen General Dynamics F-16 Kampfflugzeuge sind jedoch weiter im Einsatz, weitere 19 Stück sind bestellt. Weiter eingesetzt werden u. a. auch 14 BAE Hawk.
Die indonesische Luftwaffe verfügt auch über Transportflugzeuge u. a. des Typs Lockheed C-130 Hercules (19 Stück) und CASA CN-235, CASA C-295 und CASA C-212 Aviocar sowie eine Reihe von Transporthelikoptern u. a. des Typs Aérospatiale AS 332.

### Heeresausrüstung
| Fahrzeug                   | Herkunftsland          | Version                                      | Stückzahl   |             |             |             |
| Kampfpanzer                | Kampfpanzer            | Kampfpanzer                                  | Kampfpanzer | Kampfpanzer | Kampfpanzer | Kampfpanzer |
| -------------------------- | ---------------------- | -------------------------------------------- | ----------- | ----------- | ----------- | ----------- |
| Leopard 2                  | Deutschland            | Leopard 2A4/RI                               | 103         |             |             |             |
| AMX-13                     | Frankreich             | AMX-13                                       | 275         |             |             |             |
| Scorpion                   | Vereinigtes Königreich | Scorpion 90                                  | 100         |             |             |             |
| Schützenpanzer             |                        |                                              |             |             |             |             |
| AMX-VCI                    | Frankreich             | AMX-VCI M AMX-VTT                            | 200 182     |             |             |             |
| Radpanzer                  |                        |                                              |             |             |             |             |
| Alvis Saladin              | Vereinigtes Königreich | FV-601                                       | 78          |             |             |             |
| Ferret                     | Vereinigtes Königreich |                                              | 55          |             |             |             |
| M706                       | Vereinigte Staaten     | Commando V-150 Commando V-100 Commando Scout | 58 50 28    |             |             |             |
| Alvis Stormer              | Vereinigtes Königreich | AVLB                                         | 40          |             |             |             |
| Transportpanzer            |                        |                                              |             |             |             |             |
| Cadillac Gage Ranger       | Vereinigte Staaten     | PeaceKeeper 1                                | 200         |             |             |             |
| BTR-152                    | Sowjetunion            | BTR-152                                      | 150         |             |             |             |
| BTR-40                     | Russland               | BTR-40ID                                     | 130         |             |             |             |
| FV603 Saracen              | Vereinigtes Königreich | Mk3 Mk6                                      | 55          |             |             |             |
| Véhicule de l’avant blindé | Frankreich             | VAB VTT                                      | 46          |             |             |             |
| Pindad APR                 | Indonesien             | APR-1V                                       | 14          |             |             |             |
| Pindad Panser              | Indonesien             | APS-V1                                       | 10          |             |             |             |
| P2 Cougar                  | Indonesien             | P2V1 P2V2                                    |             |             |             |             |
| Sonstige                   |                        |                                              |             |             |             |             |
| VBL                        | Frankreich             | 4X4                                          | 18          |             |             |             |

#### Ungepanzerte Fahrzeuge
- Steyr-Puch Haflinger 700 AP,
- Nissan Q4W73,
- DAF YA 400,
- Land Rover LWB,
- Jeep,
- Leyland 4000 kg,
- Unimogs,
- Steyr 680M, Bedford MK,
- Steyr 17M29,
- Cakra FAV,
- Flyer FAV,
- Casspir

#### Leichte Ausrüstung
Gewehre
- AK-47
- AK-101
- Sa vz. 58
- Pindad SS1
- Pindad SS2
- M16

Pistolen
- Tokarew TT-33

#### Artillerie
- 50 × OTO Melara Modell 56 105 mm
- 60 × M101 105 mm
- 54 × KH178 105 mm
- 20 × AMX Mk 61 105 mm
- 36× KH179 155 mm
- 5 × FH-88 155 mm
- 55 × CAESAR 155 mm
- 18 × M109 155 mm
- 63× ASTROS II

#### Luftfahrzeuge
| Fahrzeug                | Herkunftsland          | Typ                                         | Version      | Stückzahl | Bemerkung       |
| ----------------------- | ---------------------- | ------------------------------------------- | ------------ | --------- | --------------- |
| Aérospatiale SA-319     | Frankreich             | Mehrzweckhubschrauber                       | SA316        | 7         |                 |
| Airbus Helicopters H120 | EU                     | Schulungshubschrauber                       |              | 2         |                 |
| Airbus Helicopters H125 | EU                     | Mehrzweckhubschrauber                       | AS355 H125M  | 6 6       |                 |
| AH-64E Apache           | USA                    | Kampfhubschrauber                           | AH-64E       | 8         |                 |
| Beechcraft 390 Premier  | USA                    | Transporter                                 | Premier I    | 1         |                 |
| Bell 205                | USA                    | Mehrzweckhubschrauber                       | 205A-1       | 10        |                 |
| Bell 412                | USA                    | Mehrzweckhubschrauber                       |              | 56        | 3 bestellt      |
| Britten-Norman Islander | Vereinigtes Königreich | Transporter                                 | BN-2A        | 1         |                 |
| CASA C-212              | Spanien                | Taktischer Transporter                      |              | 6         |                 |
| Eurocopter Bo 105       | Indonesien             | Mehrzweckhubschrauber                       |              | 12        | gebaut von IPTN |
| Mil Mi-17 Hip-H         | Russland               | Transport & Kampfhubschrauber               | Mi-17-V5     | 9         |                 |
| Mil Mi-35 Hind          | Russland               | Kampfhubschrauber                           | Mi-35 Hind-F | 7         |                 |
| Schweizer 300           | USA                    | Mehrzweckhubschrauber Schulungshubschrauber | 300C         | 14 7      |                 |

Ehemalige Luftfahrzeuge:
- Bell 47
- Douglas DC-3
- Aero Commander 500
- Cessna 310

## Politische Rolle der Armee
Das Militär besitzt in Indonesien starken politischen Einfluss. Offiziere und Generäle, die das 55. Lebensjahr erreicht haben, scheiden aus dem aktiven Dienst aus und gelten danach als purnawirawan (Offiziere a. D.). Inoffiziell gehören sie aber weiterhin der Armee an. Ihnen stehen alle zivilen Ämter und Positionen offen. Nach dem Fall Suhartos sind viele ehemalige Offiziere zu Mitgliedern der neuen Parteien geworden und sichern auf diese Weise politischen Einfluss. Prominente Vertreter sind der ehemalige Präsident Susilo Bambang Yudhoyono oder sein Herausforderer bei der Wahl 2004 Wiranto, der von 1998 bis 2000 Oberbefehlshaber der Streitkräfte war.
Das indonesische Militär hatte lange eine zentrale Rolle im politischen Geschehen des Landes inne und diente als Machtbasis für den früheren Präsidenten Suharto, der durch einen Militärputsch im Oktober 1965 die Militärführung an sich riss. Dies ermöglichte ihm wenig später im März 1966, auch die Staatsmacht zu erringen. Mitunter sprach man von einer „dualen Rolle“ (Dwifungsi) des Militärs: erstens bewahrte es die innere und äußere Sicherheit des Staates als einheitliche Nation, und zweitens half es dabei, dass die Staatsführung ihre politischen Ziele zum Wohle des Landes (und naturgemäß auch des Militärs) ausrichtete. Dies berechtigte das Militär dazu, weitreichend in das politische Geschehen einzugreifen. Traditionell hatten eine Reihe von Mitgliedern des Kabinetts, wie auch sehr viele Parlamentsabgeordnete, eine militärische Laufbahn hinter sich. Die Kommandeure der regionalen Streitkräfte spielten oft auch eine einflussreiche Rolle in ihren jeweiligen Territorien.
Der Verteidigungshaushalt Indonesiens macht nur etwa 3 % des Bruttosozialprodukts aus. Das Militär leitet aber eine Reihe von Unternehmen und Stiftungen, die weiteres Geld einbringen.
Seit der Konfrontasi mit Malaysia (1963 bis 1966) und dem Guerillakrieg in Osttimor (1975 bis 1999) hatte Indonesien keinen größeren Zusammenstoß mit einem Nachbarstaat. Es bestehen allerdings Streitigkeiten um bestimmte Gebiete innerhalb des Südchinesischen Meeres und der Celebessee, wo große Vorkommen an Erdgas entdeckt wurden. Unter diesen Voraussetzungen war die Entwicklung des Militärs zu einer nach innen gerichteten Organisation folgerichtig. Es bestehen jedoch Pläne der Militärführung, die indonesischen Streitkräfte zu einer schlagkräftigen äußeren Verteidigungsstreitmacht auszubauen.
In der Ära nach Suharto seit 1998 haben die Militärs einen Rückzug aus dem politischen Geschehen befürwortet und tatsächlich ist ihr Anteil heute auch wesentlich geringer geworden.